# Soemmerring-gazella
A Soemmerring-gazella (Nanger soemmerringii, korábban Gazella soemmerringii) az emlősök (Mammalia) osztályának párosujjú patások (Artiodactyla) rendjébe, ezen belül a tülkösszarvúak (Bovidae) családjába és az antilopformák (Antilopinae) alcsaládjába tartozó faj.

## Előfordulása
Szudán, Etiópia, Szomália száraz, szavannás területei.

## Alfajai
- Nanger soemmeringii berberana (Matschie, 1893) - a Szomáliában elterjedt alfaj
- Nanger soemmeringii butteri (Thomas, 1904)
- Nanger soemmeringii soemmeringii (Cretzschmar, 1828) - a Szudánban élő alfaj

## Megjelenése
E faj testfelépítésében nagy hasonlóságot mutat a dámgazellával (Nanger dama), akár a szarvának alakja, akár szőrzetének mintázata alapján. Szőrméje világos-, kávébarna, így fakóbbnak tűnhet a dámgazella erősebb színeivel szemben. A szem környéki fekete sáv is hasonlóságuk további jegye, a Soemmerring-gazellának azonban szemből nézve a szarvaitól az orráig viszonylag egybefüggő fekete sáv húzódik.  A faj testhossza 125-150 centiméter, marmagassága 85-92 cm, tömege 34-45 kilogramm között van átlagosan. Mindkét nem képviselői viselnek szarvat, a hímeké valamelyest hosszabb, 50-58 cm.

## Életmódja
A hímek territoriálisak, területük határát más gazellákhoz hasonlóan a talaj patájukkal való kaparásával teszik világossá a betolakodókkal szemben, de amelyik túl messze betéved a területére, azt a leszegett szarvaival is figyelmezteti. Általában 5-20 fős csoportokban járnak, ritkák a nagyobb csapatok. Elsősorban szavannai fűfélékkel, hajtásokkal táplálkozik. Természetes ellensége a gepárd, a szervezett csapatokban vadászó hiénakutya, az oroszlán, a leopárd, a foltos hiéna. E ragadozók többsége azonban csak a fiatal vagy a beteg, sérült példányokra jelent veszélyt.

## Szaporodása
A nőstény vemhességi időszaka 6-7 hónapig tart, s ezt követően hozza világra kicsinyét. Az újszülött világra-jövetele után az anyja körüli bozótba fekszik le. Körülbelül 6 hónaposan válnak önállóvá, másfél éves korukra válnak ivarilag éretté. Élethosszuk általában 14 év.